# Rychlostní silnice S8 (Polsko)

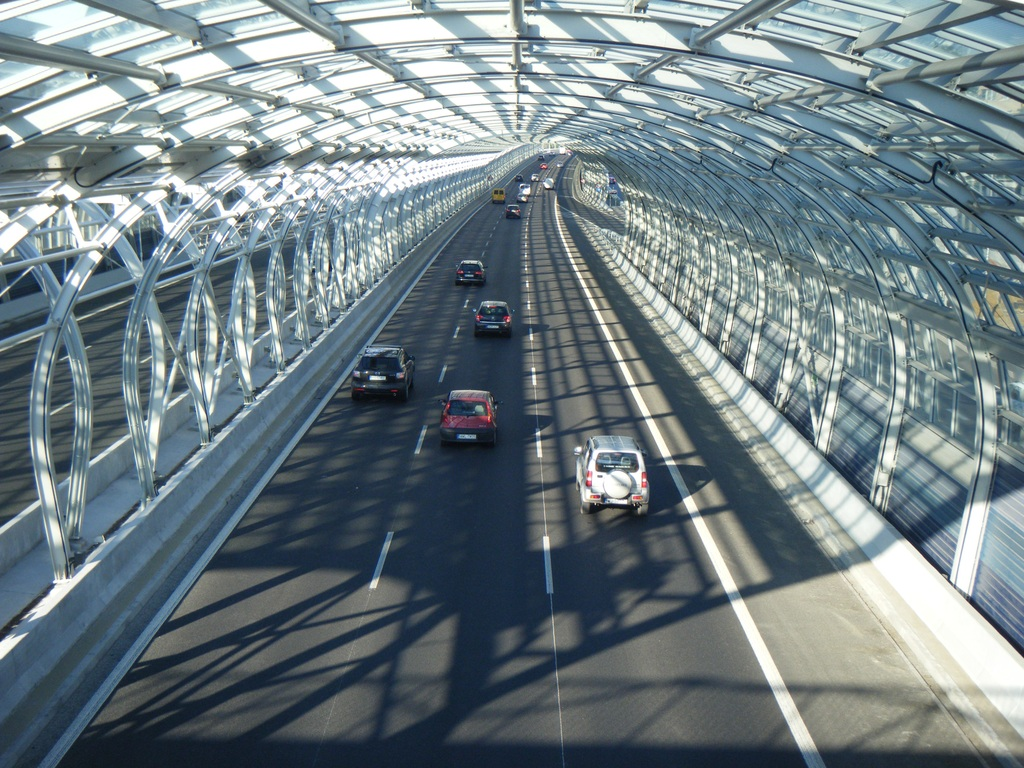
Rychlostní silnice S8 ve Varšavě.

Rychlostní silnice S8 je polská rychlostní silnice, která vede z Kladska do Bělostoku. Spojuje Vratislav, Lodž, Varšavu a Bělostok. V úseku Kladsko – Ostrov Mazovský je po této rychlostní silnici vedena evropská silnice E67 a úsek Varšava – Ostrov Mazovský je součástí trasy Via Baltica. Rychlostní silnice je v provozu od Vratislavi po Bělostok. Dokončení úseku Kladsko – Vratislav je plánováno nejdříve v roce 2026.

## Historie
Ve vyhlášce Rady ministrů ze dne 29. září 2001 byla trasa rychlostní silnice S8 definována jako Psie Pole – Kępno – Wieruszów – Sieradz – Lodž a Varšava – Ostrov Mazovský – Bělostok – Augustów – Budzisko – státní hranice s Litvou. V této vyhlášce byl úsek rychlostní silnice přes Vratislav vyloučen z plánů rychlostní silnice S8 a byl z něj udělán úsek dálnice A8. V nařízení z roku 2004 byla určena trasa mezi Lodží a Varšavou, kde má vést v peáži s dálnicí A1 na úseku Lodž – Piotrków Trybunalski. V roce 2009 byla změnou vyhlášky z roku 2004 vytvořena nová rychlostní silnice S61 , která má převzít dopravu směrem na Suwałki. Trasa rychlostní silnice S8 ze severu do Choroszcze u Bělostoku kde se má napojit na rychlostní silnici S19, byla zkrácena. V roce 2019 byla prodloužena trasa rychlostní silnice v její jižní části do Kladska.

## Plánované úseky

### Kladsko – Vratislav
V únoru 2018 byla podepsána smlouva na vypracování koncepce rekonstrukce státní silnice č. 8 z Vratislavi do Kladska na rychlostní komunikaci do roku 2020. Do června 2019 byla vypracována technická, ekonomická a environmentální studie a byly provedeny veřejné konzultace k navrhovaným variantám vedení rychlostní silnice. Dne 24. září 2019 byl úsek formálně začleněn do nařízení o síti dálnic a rychlostních silnic. Realizace této části rychlostní silnice byla rozdělena do tří podúseků: Kladsko – Ząbkowice, Ząbkowice – Łagiewniki, Łagiewniki – Wrocław.